# Domus de Santa Coloma
La Domus de Santa Coloma és un antic edifici del municipi de Castellcir, (Moianès), inclòs a l'Inventari del Patrimoni Arqueològic i Paleontològic de Catalunya.
És a poca distància al sud-oest del Roure del Giol, a Santa Coloma Sasserra, també al sud-oest de la Rectoria, el Giol i l'església parroquial de Santa Coloma. És al cim d'un turó arrodonit de 858,7 metres d'altitud cobert per un alzinar.
No en queden gaires restes, i no se n'ha fet cap exploració arqueològica, però s'hi poden reconèixer perfectament dos murs formant angle, i un munt de pedres, bastant cobert de vegetació al voltant del qual s'estructuren d'altres espais en el mateix estat de conservació.